# نظامنامه انتخابات دو درجه
نظامنامهٔ انتخابات دو درجه دومین نظامنامهٔ انتخابات مجلس شورای ملی پیش از تصویب قانون انتخابات مجلس شورای ملی بود.
طبق این نظامنامه انتخابات از حالت صنفی و طبقاتی خارج شد و حق رأی به مردان ایرانی بالای ۲۰ سال که حداقل از شش ماه پیش ساکن حوزهٔ انتخابیه بوده باشند و حداقل دویست و پنجاه تومان علاقهٔ ملکی داشته باشند یا ده تومان مالیات بدهند یا پنجاه تومان عایدی سالیانه داشته یا تحصیل‌کرده باشند تعلق گرفت. بر اساس این نظامنامه انتخابات در سرتاسر کشور به طرز دو درجه انجام گرفت. «مراد از انتخاب دو درجه آن است که ابتدا [...] در شهرهای یک حوزهٔ انتخابیه، عدد معینی را انتخاب می‌نمایند که منتخب نامیده می‌شوند و بعد این انتخاب‌شدگان درجهٔ اول در مرکز حوزهٔ انتخاب جمع شده، از میان خود عدهٔ مطلوبه را ثانیاً انتخاب می‌کنند و این انتخاب‌شدگانِ درجهٔ ثانی نماینده خوانده می‌شوند.» ملاک در درجهٔ اول اکثریت نسبی و در درجهٔ ثانی اکثریت تام [مطلق] بود.
این نظام‌نامه را مجلس شورای کبرای دولتی با همکاری مشروطه‌خواهان و انجمن ایالتی تبریز به نیابت از دیگر انجمن‌ها تهیه کردند.
این قانون در زمان فترت بین مجلسین اول و دوم، وقتی ملیون در آستانه پیروزی بر شاه بودند، به تصویب رسید و به گفته منصوره اتحادیه، چون با سرعت و تحت شرایط جنگی نوشته شده بود، مقبول نبود و اشکالاتش هنگام انتخابات دوره دوم آشکار شد.